# Université préfectorale d'infirmières de Mie
L'université préfectorale d'infirmières de Mie (三重県立看護大学, Mie kenritsu kango daigaku) est une université publique située dans la ville de Tsu, préfecture de Mie au Japon.

## Source
- (en) Cet article est partiellement ou en totalité issu de l’article de Wikipédia en anglais intitulé « Mie Prefectural College of Nursing » (voir la liste des auteurs).